# Руфьяк (Тарн)
Руфья́к (фр. Rouffiac, окс. Rofiac) — коммуна во Франции, находится в регионе Юг — Пиренеи. Департамент — Тарн. Входит в состав кантона Альби-2. Округ коммуны — Альби.
Код INSEE коммуны — 81232.

## География

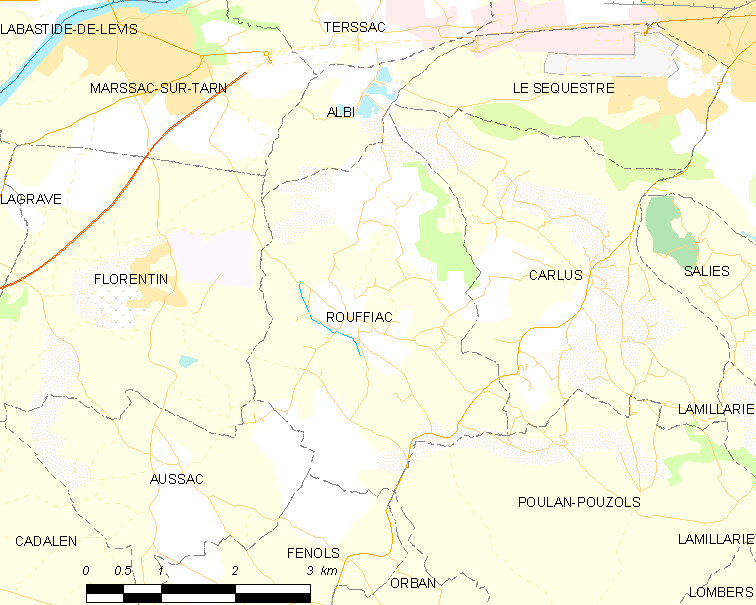
Карта коммуны

Коммуна расположена приблизительно в 560 км к югу от Парижа, в 60 км северо-восточнее Тулузы, в 8 км к юго-западу от Альби.

## Климат
Климат умеренно-океанический. Зима мягкая и дождливая, лето жаркое с частыми грозами. Ветры довольно редки.

## Население
Население коммуны на 2010 год составляло 569 человек.
| 1962 | 1968 | 1975 | 1982 | 1990 | 1999 | 2010 |
| ---- | ---- | ---- | ---- | ---- | ---- | ---- |
| 277  | 255  | 255  | 388  | 477  | 528  | 569  |

## Экономика
В 2007 году среди 382 человек в трудоспособном возрасте (15—64 лет) 263 были экономически активными, 119 — неактивными (показатель активности — 68,8 %, в 1999 году было 71,4 %). Из 263 активных работали 252 человека (128 мужчин и 124 женщины), безработных было 11 (4 мужчины и 7 женщин). Среди 119 неактивных 37 человек были учениками или студентами, 59 — пенсионерами, 23 были неактивными по другим причинам.